# Aerobryum speciosum
Aerobryum speciosum är en bladmossart som beskrevs av Frans François Dozy och Molkenboer 1851. Aerobryum speciosum ingår i släktet Aerobryum och familjen Meteoriaceae. Inga underarter finns listade i Catalogue of Life.